# El Prat Estació (métro de Barcelone)
El Prat Estació est une station de métro de la ligne 9 (branche sud) du métro de Barcelone, en Espagne.
Mise en service en 2016, elle est située au nord de la ville d'El Prat de Llobregat, commune de la comarque de Baix Llobregat dans la province de Barcelone en Catalogne.

## Situation sur le réseau
Établie en souterrain, la station El Prat Estació est située sur la ligne 9 du métro de Barcelone (zone sud), entre les stations Les Moreres, en direction de Zona Universitària, et Cèntric, en direction de Aeroport T1.

## Histoire
La station El Prat Estació est mise en service le 12 février 2016, lors de l'ouverture de l'exploitation de la zone sud de la ligne 9 entre les stations Zona Universitària et Aeroport T1. Elle est réalisée par les architectes John et Dolores Ylla Forgas.

## Services aux voyageurs

### Desserte
El Prat Estació est desservie par les rames, du métro automatique, de la ligne 9, relation Zona Universitària-Aeroport T1, à raison d'une toutes les sept minutes en semaine.

### Intermodalité
Elle est en correspondance avec une gare desservie par des trains Rodalia de Barcelone et Rodalies de Catalunya.